# Le Martyr imaginaire
Pour les articles homonymes, voir A Single Man.
Pour plus de détails, voir Fiche technique et Distribution.
Le Martyr imaginaire (A Single Man) est un film américain réalisé par Harry Beaumont, sorti en 1929.

## Fiche technique
- Réalisation : Harry Beaumont
- Scénario : F. Hugh Herbert, George O'Hara, d'après une pièce de Broadway de 1911 par Hubert Henry Davies (en), A Single Man
- Production : Metro-Goldwyn-Mayer
- Photographie : André Barlatier
- Montage : Ben Lewis
- Durée : 7 bobines[1]
- Date de sortie :
  - États-Unis : 12 janvier 1929

## Distribution
- Lew Cody : Robin Worthington
- Aileen Pringle : Mary Hazeltine
- Marceline Day : Maggie
- Edward Nugent : Dickie
- Kathlyn Williams : Mrs. Cottrell
- Aileen Manning : Mrs. Farley